# Bahnhof Schiphol Airport
Der Bahnhof Schiphol Airport (bis 2015 Schiphol) ist ein Tunnelbahnhof der niederländischen Bahngesellschaft NS am Flughafen Amsterdam Schiphol der niederländischen Hauptstadt Amsterdam in Hoofddorp. Er ist ein Knotenpunkt im Fernverkehr der Niederlande und der Startpunkt der Schnellfahrstrecke HSL Zuid nach Antwerpen, über die der Hochgeschwindigkeitszug Eurostar direkt nach Brüssel und Paris fährt. Auch der niederländische Nachtreisezug „Nachtnet“ hält am Flughafen Schiphol.

## Anlagen

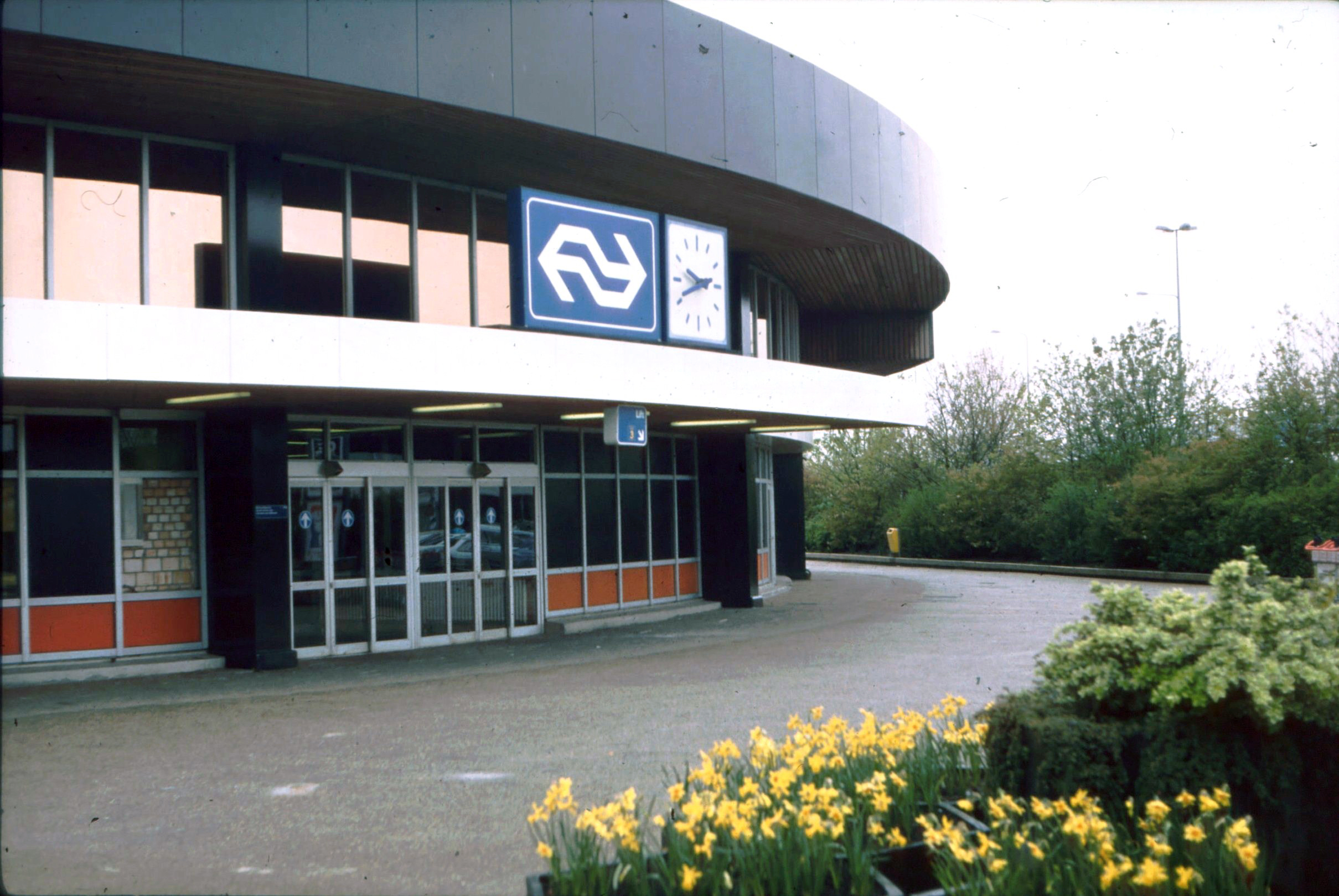
Empfangsgebäude des Flughafenbahnhofs bis 1995

Der Bahnhof befindet sich unterhalb des Flughafens und ist an das Schienennetz durch den Schipholspoortunnel angebunden, ein knapp sechs Kilometer langer Eisenbahntunnel, der unterhalb des Flughafens entlangführt. Der Bahnhof wurde am 21. Dezember 1978 eröffnet. Zum Zeitpunkt der Eröffnung hatte er drei Gleise an zwei Bahnsteigen, wurde jedoch bereits in den 1990er Jahren auf vier Gleise erweitert.
Zwischen 1992 und 1995 wurde der Bahnhof nach Entwürfen von Benthem Crouwel Architekten baulich erweitert, hierbei wurde das alte Empfangsgebäude abgebrochen und in den Flughafen (Schiphol Plaza) integriert.
Eine erneute Kapazitätsvergrößerung wurde im Jahr 2000 abgeschlossen, seitdem verfügt der Bahnhof über sechs Gleise an drei Bahnsteigen.
Bis 2015 trug der Bahnhof den Namen Schiphol. In Fahrplänen und auf Hinweisschildern wurde der Name mit einem Flugzeugsymbol ergänzt. Auf den Namensschildern an den Bahnsteigen wurde das Flugzeugsymbol dagegen nicht gezeigt. Um Verwechslungen zu vermeiden, wurde zum Fahrplanjahr 2016 der Name des Bahnhofs in Schiphol Airport geändert. Das Flugzeugsymbol wurde weggelassen.

## Streckenverbindungen
Im Jahresfahrplan 2022 verkehren folgende Linien am Bahnhof Schiphol Airport:
| Zugtyp                 | Linienverlauf | Frequenz                                                                                               |
| ---------------------- | --- | --- |
| Eurostar International | Amsterdam Centraal – Schiphol Airport – Rotterdam Centraal – Antwerpen-Centraal – Bruxelles-Midi/Brussel-Zuid – Paris-Nord | 11× täglich                                                                                            |
| Thalys                 | Amsterdam Centraal – Schiphol Airport – Rotterdam Centraal – Antwerpen-Centraal – Bruxelles-Midi/Brussel-Zuid – Lille Europe – Chambéry-Challes-les-Eaux – Albertville – Moûtiers-Salins-Brides-les-Bains – Aime-La Plagne – Landry – Bourg-Saint-Maurice | wöchentlich                                                                                            |
| Intercity direct       | Amsterdam Centraal – Schiphol Airport – Rotterdam Centraal – Breda | halbstündlich                                                                                          |
| Intercity direct       | Amsterdam Centraal – Schiphol Airport – Rotterdam Centraal | halbstündlich                                                                                          |
| Intercity direct       | Amsterdam Centraal – Schiphol Airport – Rotterdam Centraal – Breda – Antwerpen-Centraal – Mechelen – Bruxelles-Central/Brussel-Centraal – Bruxelles-Midi/Brussel-Zuid                                                                                     | halbstündlich                                                                                          |
| Intercity              | Den Haag Centraal – Schiphol Airport – Amsterdam Zuid – Almere Centrum – Lelystad Centrum – Zwolle – Groningen | stündlich                                                                                              |
| Intercity              | Utrecht Centraal – Amsterdam Centraal – Schiphol Airport – Den Haag HS – Rotterdam Centraal | stündlich (Nachtnet)                                                                                   |
| Intercity              | Schiphol Airport – Amsterdam Zuid – Amersfoort Centraal – Deventer – Hengelo – Enschede | stündlich                                                                                              |
| Intercity              | Den Haag Centraal – Schiphol Airport – Amsterdam Zuid – Almere Centrum – Lelystad Centrum – Zwolle – Meppel – Leeuwarden | stündlich                                                                                              |
| Intercity              | Lelystad Centrum – Almere Centrum – Amsterdam Zuid – Schiphol Airport – Leiden Centraal – Den Haag HS – Delft – Rotterdam Centraal – Dordrecht | halbstündlich (fährt nicht nach 20 Uhr)                                                                |
| Intercity              | Schiphol Airport – Utrecht Centraal – Ede-Wageningen – Arnhem Centraal – Nijmegen | halbstündlich (fährt nicht nach 22 Uhr)                                                                |
| Intercity              | Arnhem Centraal – Ede-Wageningen – Utrecht Centraal – Amsterdam Zuid – Schiphol Airport – Leiden Centraal – Den Haag HS – Delft – Schiedam Centrum – Rotterdam Centraal                                                                                   | halbstündlich (fährt nicht nach 20 Uhr und am Wochenende)                                              |
| Intercity              | Schiphol Airport – Utrecht Centraal – ’s-Hertogenbosch – Eindhoven Centraal – Helmond – Venlo | halbstündlich                                                                                          |
| Intercity              | Dordrecht – Rotterdam Centraal – Schiedam Centrum – Delft – Den Haag HS – Leiden Centraal – Schiphol Airport – Amsterdam Zuid – Utrecht Centraal – ’s-Hertogenbosch – Eindhoven Centraal – Helmond – Venlo                                                | halbstündlich (fährt nur abends und sonntags)                                                          |
| Intercity              | Schiphol Airport – Amsterdam Zuid – Duivendrecht – Hilversum – Amersfoort Centraal – Amersfoort Schothorst | stündlich                                                                                              |
| Sprinter               | (Den Haag Centraal – Leiden Centraal –) Hoofddorp – Schiphol Airport – Zaandam – Purmerend – Hoorn – Hoorn Kersenboogerd | halbstündlich (fährt nach 19 Uhr und am Wochenende nicht zwischen Den Haag Centraal und Hoofddorp)     |
| Sprinter               | Hoofddorp – Schiphol Airport – Amsterdam Zuid – Weesp – Almere Centrum – Almere Oostvaarders | halbstündlich                                                                                          |
| Sprinter               | (Den Haag Centraal –) Leiden Centraal – Schiphol Airport – Amsterdam Sloterdijk – Amsterdam Centraal | halbstündlich (fährt nur nach 19 Uhr und am Wochenende zwischen Den Haag Centraal und Leiden Centraal) |
| Sprinter               | Utrecht Centraal – Hilversum – Weesp – Amsterdam Zuid – Schiphol Airport – Hoofddorp | halbstündlich (fährt nicht nach 20 Uhr)                                                                |
| Sprinter               | Hoofddorp – Schiphol Airport – Amsterdam Sloterdijk – Amsterdam Centraal | halbstündlich                                                                                          |

Zwischen 2008 und 2013 wurde der Bahnhof Schiphol vom Hochgeschwindigkeitszug Fyra bedient.

## Busverbindungen
Am Bahnhof gibt es acht Bushaltestellen. Die Haltestellen sind nummeriert von B1 bis B16.
Regionalbusse (Connexxion)
- Linie 58 Flughafen Schiphol – Lisse (nur während der Öffnungszeiten vom Keukenhof)
- Linie 61 Schiphol – Sassenheim
- Linie 256 Leiden – Schiphol

R-net (hochfrequente Verbindungen größtenteils auf Bussonderspur) (Connexxion)
- Linie 300 Amsterdam Bijlmer Arena – Amstelveen – Schiphol – Hoofddorp – Haarlem (Zuidtangent)
- Linie 310 Amsterdam Zuid–U-Bahn-Haltestelle Amstelveenseweg – Schiphol – Hoofddorp – Hoofddorp Toolenburg Oost – Nieuw-Vennep Getsewoud P+R (Zuidtangent)

Schiphol Sternet (Connexxion und Gemeente Vervoer Bedrijf (GVB))
- Linie 69 Amsterdam Sloterdijk – Schiphol
- Linie 186 Schiphol (Zuid–Centrum–Noord) – Amstelveen
- Linie 187 Schiphol (Noord–Centrum–Zuid–Oost) – Amstelveen
- Linie 190 Zuid – Centrum – Noord
- Linie 191 Rijk–Zuid–Centrum – Noord
- Linie 192 Schiphol (Süd – Zentrum – Nord) – Amsterdam-Osdorp
- Linie 193 Oost – Noord – Centrum – Zuid
- Linie 195 Schiphol (Süd – Zentrum – Nord) – Amsterdam Lelylaan
- Linie 197 Schiphol (Süd – Zentrum – Nord) – Amsterdam-Centrum
- Linie 198 Schiphol (Nord – Zentrum – Süd) – Aalsmeer
- Linie 199 Schiphol (Süd – Zentrum – Nord) – Amsterdam Zuid

Hauptverkehrszeitverstärker (Connexxion und GVB)
- Linie 208 Schiphol – Noordwijk (Connexion)
- Linie 287 Schiphol-Zentrum – Schiphol-Rijk (Connexxion)
- Linie 245 Amsterdam – Schiphol (GVB)

Interliner (Connexxion), (Schnellbus)
- Linie 370 Alphen aan den Rijn–Schiphol Plaza

Nachtbusse regional (Connexxion und GVB)
- Linie N30 Amsterdam Bijlmer Arena – Haarlem (Zuidtangent)
- Linie N97 Amsterdam-Centrum – Nieuw-Vennep (Schiphol-Sternet)

Nachtbus Amsterdam (GVB)
- Linie 369 Bahnhof Amsterdam Sloterdijk – Schiphol (Schiphol-Sternet)